# NGC 2558
NGC 2558 é uma galáxia espiral (Sab) localizada na direcção da constelação de Cancer. Possui uma declinação de +20° 30' 41" e uma ascensão recta de 8 horas, 19 minutos e 12,7 segundos.
A galáxia NGC 2558 foi descoberta em 13 de Fevereiro de 1787 por William Herschel.